# Pro Bowl

Logo des Pro Bowl jusqu'à l'édition 2021.

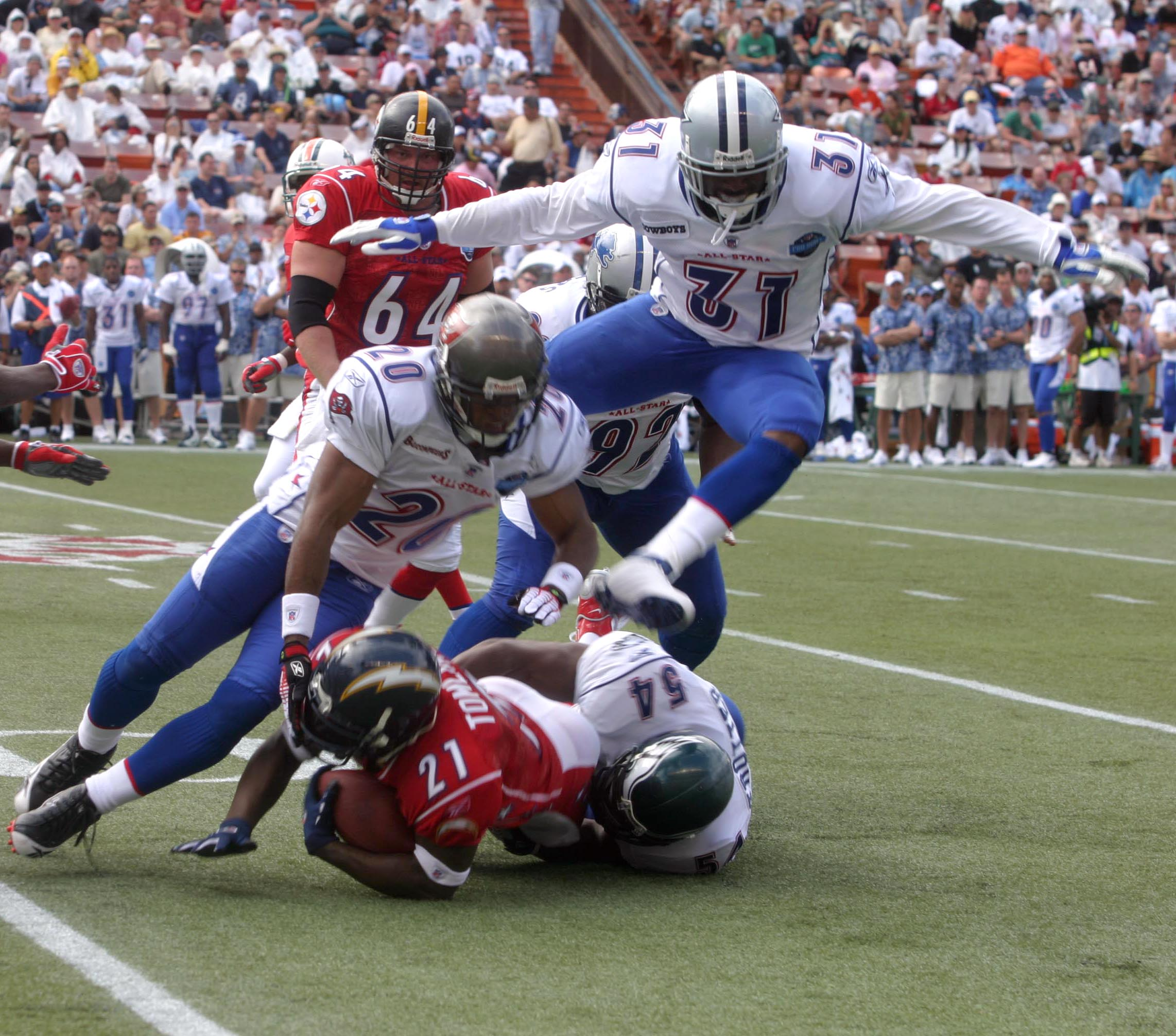
Le Pro Bowl 2006 à Hawaï.

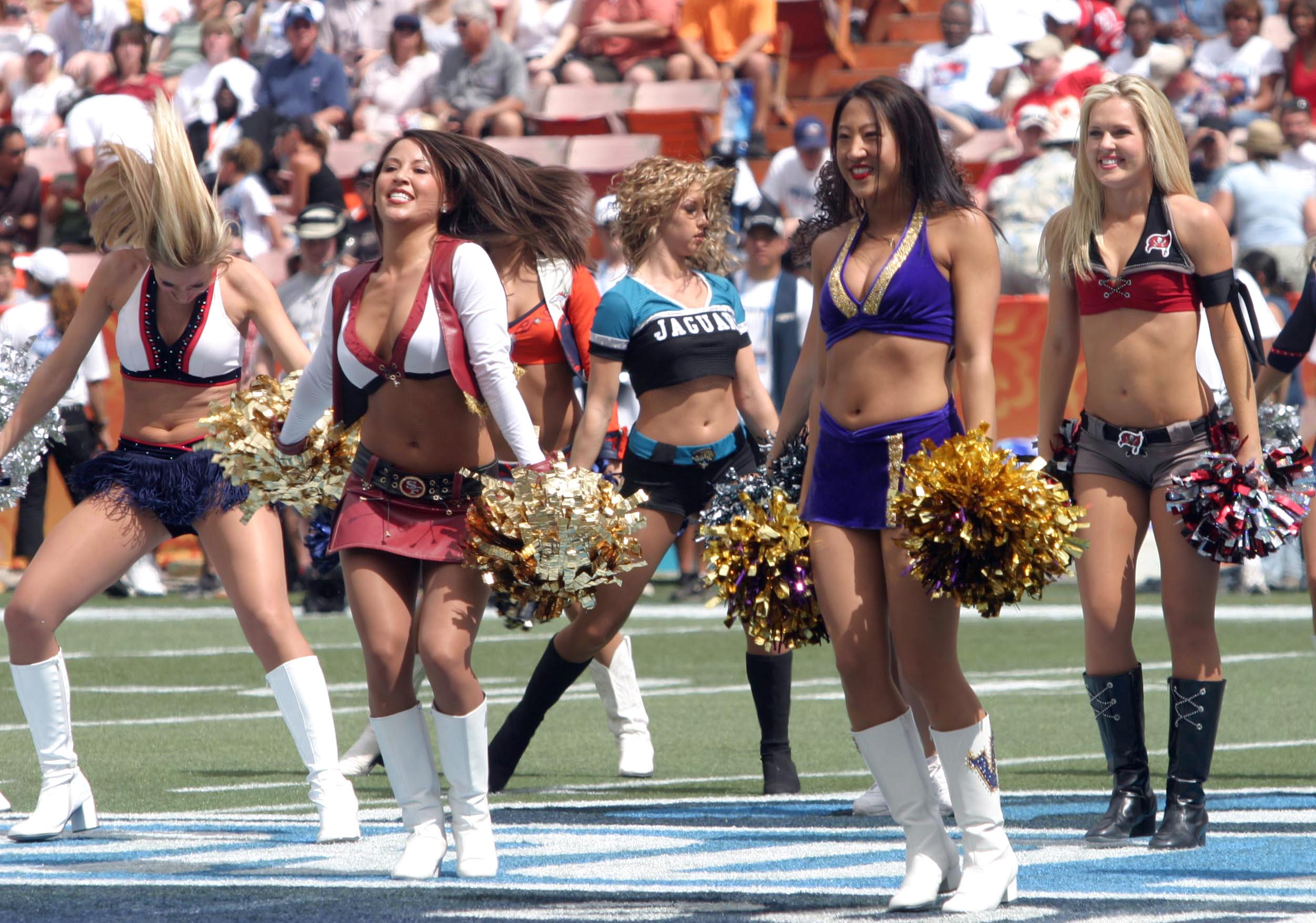
Les pom-pom girls lors du Pro Bowl 2006 à Hawaï.

Le National Football League All-Star Game (1939–1942), Pro Bowl (1951–2022), ou Pro Bowl Games (depuis 2023) (littéralement les jeux de la coupe des professionnels) est un évènement d'après-saison de la National Football League, le championnat de football américain des États-Unis.
Entre 1939 et 1942, il consistait en un match de football américain opposant l'équipe championne à une sélection des meilleurs joueurs des autres équipes. 
De 1951 jusqu'en 2022, le match a opposé les meilleurs joueurs de la Conférence Américaine à ceux de la Conférence Nationale bien qu'entre 2013 et 2016, il a simplement opposé les meilleurs joueurs de la saison NFL sans considération pour leur conférence. Pendant des années, le match a souffert d'un manque d'intérêt pour sa faible qualité, les joueurs y participant évitant à tout prix de s'y blesser,.
Afin de remédier à ce problème, la NFL met en place l'organisation des Pro Bowl Games, l'édition 2023 remplaçant le traditionnel match des étoiles par huit concours d'habiletés et par trois matchs de flag football (sans contact).

## Histoire
L'origine du Pro Bowl remonte à janvier 1939 quand la NFL créa un match entre le nouveau vainqueur du championnat et une sélection des meilleurs joueurs des autres équipes. L'initiative fut renouvelée jusqu'en 1942 sous le nom de NFL All-Star Game puis abandonnée.
En janvier 1951, la NFL ressuscita la rencontre sous une forme légèrement différente et très proche de la formule actuelle : elle opposa jusqu'en 1953 les meilleurs joueurs de la Conférence Américaine à ceux de la Conférence Nationale, toutes franchises (clubs) confondues.
De 1954 à 1970 le match opposa les meilleurs joueurs de la Conférence Est à ceux de la Conférence Ouest.
Après 1970, la rencontre prit le nom de AFC-NFC Pro Bowl et opposa les sélections des nouvelles Conférence Américaine (American Football Conference, AFC) et Conférence Nationale (National Football Conference, NFC), emmenées par les headcoaches (entraîneurs en chef) des équipes défaites en finale de conférence (c'est-à-dire le finaliste malheureux de l'AFC et celui de la NFC).
Depuis 1995 les supporters participent pour un tiers au choix des participants au Pro Bowl, les deux autres tiers restant du ressort des joueurs et des entraîneurs.
À la suite d'un déclin de l'intérêt porté à ce match, la NFL a modifié le Pro Bowl en 2013 en supprimant les votes par Conférence : les joueurs sélectionnés ne sont désormais plus ceux ayant reçu le plus de votes dans leur Conférence mais ceux ayant reçu le plus de votes parmi tous les joueurs de la NFL. De plus, les équipes ne représentent désormais plus ni l'AFC ni la NFC mais portent le nom de Hall of Famers, en l'occurrence Team Rice et Team Sanders pour le Pro Bowl 2014, qui en deviennent capitaines et doivent sélectionner leur équipe parmi les joueurs désignés par les votes.
En 2017, le Pro Bowl re-bascule sur le format AFC-NFC Pro Bowl.
En 2023, la NFL instaure le format des Pro Bowl Games remplaçant le match traditionnel en une série d'évènements étalés sur deux journées soit huit concours d'habiletés et trois matchs de flag football (sans contact).

## Lieux de l'événement
| Édition(s) | Année(s)  | Stade                                                       | Ville                                                       | État                                                        |
| ---------- | --------- | ----------------------------------------------------------- | ----------------------------------------------------------- | ----------------------------------------------------------- |
| 1          | 1939      | Wrigley Field                                               | Los Angeles                                                 | (CA) Californie                                             |
| 2          | Jan. 1940 | Gilmore Stadium (en)                                        | Los Angeles                                                 | (CA) Californie                                             |
| 3          | Déc. 1940 | Gilmore Stadium (en)                                        | Los Angeles                                                 | (CA) Californie                                             |
| 4          | Jan. 1942 | Polo Grounds                                                | New York                                                    | (NY) New York                                               |
| 5          | Déc. 1942 | Shibe Park (en)                                             | Philadelphie                                                | (PA) Pennsylvanie                                           |
| 6–27       | 1951–1972 | Los Angeles Memorial Coliseum                               | Los Angeles                                                 | (CA) Californie                                             |
| 28         | 1973      | Texas Stadium                                               | Irving                                                      | (TX) Texas                                                  |
| 29         | 1974      | Arrowhead Stadium                                           | Kansas City                                                 | (MO) Missouri                                               |
| 30         | 1975      | Orange Bowl                                                 | Miami                                                       | (FL) Floride                                                |
| 31         | 1976      | Louisiana Superdome                                         | La Nouvelle-Orléans                                         | (LA) Louisiane                                              |
| 32         | 1977      | Kingdome                                                    | Seattle                                                     | (WA) Washington                                             |
| 33         | 1978      | Tampa Stadium                                               | Tampa                                                       | (FL) Floride                                                |
| 34         | 1979      | Los Angeles Memorial Coliseum                               | Los Angeles                                                 | (CA) Californie                                             |
| 35–64      | 1980–2009 | Aloha Stadium                                               | Honolulu                                                    | (HI) Hawaï                                                  |
| 65         | 2010      | Sun Life Stadium                                            | Miami                                                       | (FL) Floride                                                |
| 66–69      | 2011–2014 | Aloha Stadium                                               | Honolulu                                                    | (HI) Hawaï                                                  |
| 70         | 2015      | University of Phoenix Stadium                               | Glendale                                                    | (AZ) Arizona                                                |
| 71         | 2016      | Aloha Stadium                                               | Honolulu                                                    | (HI) Hawaï                                                  |
| 72–75      | 2017–2020 | Camping World Stadium                                       | Orlando                                                     | (FL) Floride                                                |
| 76         | 2021      | Annulé des suites de la pandémie de Covid-19 aux États-Unis | Annulé des suites de la pandémie de Covid-19 aux États-Unis | Annulé des suites de la pandémie de Covid-19 aux États-Unis |
| 77–78      | 2022–2023 | Allegiant Stadium                                           | Las Vegas                                                   | (NV) Nevada                                                 |
| 79–80      | 2024-2025 | Camping World Stadium                                       | Orlando                                                     | (FL) Floride                                                |

## Palmarès

### NFL All-Star Games (1939-1942)
Entre 1939, première édition et 1942, il n'y eut pas d'élection de meilleur joueur du match.
| Édition no | Date             | Vainqueur            | Score   | Opposant               |
| ---------- | ---------------- | -------------------- | ------- | ---------------------- |
| 1          | 15 janvier 1939  | Giants de New York   | 13 – 10 | Pro All-Stars          |
| 2          | 14 janvier 1940  | Packers de Green Bay | 16 – 07 | NFL All-Stars          |
| 3          | 29 décembre 1940 | Bears de Chicago     | 28 – 14 | NFL All-Stars          |
| 4          | 4 janvier 1942   | Bears de Chicago     | 35 – 24 | NFL All-Stars          |
| 5          | 27 décembre 1942 | NFL All-Stars        | 17 – 14 | Redskins de Washington |

Entre 1943 et 1950, il n'y eut pas matchs en raison de la Seconde Guerre mondiale.

### NFL Pro Bowls (1951-1970)
| Édition no | Date            | Vainqueur | Score   | Opposant | Meilleur(s) joueur(s)                                                               |
| ---------- | --------------- | --------- | ------- | -------- | ----------------------------------------------------------------------------------- |
| 6          | 14 janvier 1951 | AC        | 28 – 27 | NC       | Otto Graham, Browns, Quarterback                                                    |
| 7          | 12 janvier 1952 | NC        | 30 – 13 | AC       | Dan Towler, Rams, Running back                                                      |
| 8          | 10 janvier 1953 | NC        | 27 – 07 | AC       | Don Doll, Lions, Defensive back                                                     |
| 9          | 17 janvier 1954 | East      | 20 – 09 | West     | Chuck Bednarik, Eagles, Linebacker                                                  |
| 10         | 16 janvier 1955 | West      | 26 – 19 | East     | Billy Wilson, 49ers, Wide receiver                                                  |
| 11         | 15 janvier 1956 | East      | 31 – 30 | West     | Ollie Matson, Cardinals, Running back                                               |
| 12         | 13 janvier 1957 | West      | 19 – 10 | East     | Arrière : Bert Rechichar, Colts Homme de ligne : Ernie Stautner, Steelers           |
| 13         | 12 janvier 1958 | West      | 26 – 07 | East     | Arrière : Hugh McElhenny, 49ers Homme de ligne : Gene Brito, Redskins               |
| 14         | 11 janvier 1959 | East      | 28 – 21 | West     | Arrière : Frank Gifford, NY Giants Homme de ligne : Doug Atkins, Bears              |
| 15         | 17 janvier 1960 | West      | 38 – 21 | East     | Arrière : Johnny Unitas, Colts Homme de ligne : Eugene Big Daddy Lipscomb, Steelers |
| 16         | 15 janvier 1961 | West      | 35 – 31 | East     | Arrière : Johnny Unitas, Colts Homme de ligne : Sam Huff, NY Giants                 |
| 17         | 14 janvier 1962 | West      | 31 – 30 | East     | Arrière : Jim Brown, Browns Homme de ligne : Henry Jordan, Packers                  |
| 18         | 13 janvier 1963 | East      | 30 – 20 | West     | Arrière : Jim Brown, Browns Homme de ligne : Eugene Big Daddy Lipscomb, Steelers    |
| 19         | 12 janvier 1964 | West      | 31 – 17 | East     | Arrière : Johnny Unitas, Colts Homme de ligne : Gino Marchetti, Colts               |
| 20         | 10 janvier 1965 | West      | 34 – 14 | East     | Arrière : Fran Tarkenton, Vikings Homme de ligne : Terry Barr, Lions                |
| 21         | 15 janvier 1966 | East      | 36 – 07 | West     | Arrière : Jim Brown, Browns Homme de ligne : Dale Meinhart, Cardinals               |
| 22         | 22 janvier 1967 | East      | 20 – 10 | West     | Arrière : Gale Sayers, Bears Homme de ligne : Floyd Peters, Eagles                  |
| 23         | 21 janvier 1968 | West      | 38 – 20 | East     | Arrière : Gale Sayers, Bears Homme de ligne : Dave Robinson, Packers                |
| 24         | 19 janvier 1969 | West      | 10 – 07 | East     | Arrière : Roman Gabriel, Rams Homme de ligne : Merlin Olsen, Rams                   |
| 25         | 18 janvier 1970 | West      | 16 – 13 | East     | Arrière : Gale Sayers, Bears Homme de ligne : George Andrie, Cowboys                |

### AFC-NFC Pro Bowls (1971-2013)
| Édition no | Date             | AFC/NFC | Score    | Meilleur(s) joueur(s)                                                         |
| ---------- | ---------------- | ------- | -------- | ----------------------------------------------------------------------------- |
| 26         | 24 janvier 1971  | NFC     | 27 – 06  | Arrière : Mel Renfro (en), Cowboys Homme de ligne : Fred Carr (en), Packers   |
| 27         | 23 janvier 1972  | AFC     | 26 – 13  | Attaque : Jan Stenerud, Chiefs Défense : Willie Lanier, Chiefs                |
| 28         | 21 janvier 1973  | AFC     | 33 – 28  | O. J. Simpson, Bills, Running back                                            |
| 29         | 20 janvier 1974  | AFC     | 15 – 13  | Garo Yepremian (en), Dolphins, Placekicker                                    |
| 30         | 20 janvier 1975  | NFC     | 17 – 10  | James Harris, Rams, Quarterback                                               |
| 31         | 26 janvier 1976  | NFC     | 23 – 20  | Billy Johnson, Oilers, Kick returner                                          |
| 32         | 17 janvier 1977  | AFC     | 24 – 14  | Mel Blount, Steelers, Cornerback                                              |
| 33         | 23 janvier 1978  | NFC     | 14 – 13  | Walter Payton, Bears, Running back                                            |
| 34         | 29 janvier 1979  | NFC     | 13 – 07  | Ahmad Rashād (en), Vikings, Wide receiver                                     |
| 35         | 27 janvier 1980  | NFC     | 37 – 27  | Chuck Muncie, Saints, Running back                                            |
| 36         | 1er février 1981 | NFC     | 21 – 07  | Eddie Murray, Lions, Placekicker                                              |
| 37         | 31 janvier 1982  | AFC     | 16 – 13  | Kellen Winslow, Chargers, Tight end Lee Roy Selmon, Buccaneers, Defensive end |
| 38         | 6 février 1983   | NFC     | 20 – 19  | Dan Fouts, Chargers, Quarterback John Jefferson (en), Packers, Wide receiver  |
| 39         | 29 janvier 1984  | NFC     | 45 – 03  | Joe Theismann, Redskins, Quarterback                                          |
| 40         | 27 janvier 1985  | AFC     | 22 – 14  | Mark Gastineau, Jets, Defensive end                                           |
| 41         | 2 février 1986   | NFC     | 28 – 24  | Phil Simms, Giants, Quarterback                                               |
| 42         | 1er février 1987 | AFC     | 10 – 06  | Reggie White, Eagles, Defensive end                                           |
| 43         | 7 février 1988   | AFC     | 15 – 06  | Bruce Smith, Bills, Defensive end                                             |
| 44         | 29 janvier 1989  | NFC     | 34 – 03  | Randall Cunningham, Eagles, Quarterback                                       |
| 45         | 4 février 1990   | NFC     | 27 – 21  | Jerry Gray (en), Rams, Cornerback                                             |
| 46         | 3 février 1991   | AFC     | 23 – 21  | Jim Kelly, Bills, Quarterback                                                 |
| 47         | 2 février 1992   | NFC     | 21 – 15  | Michael Irvin, Cowboys, Wide receiver                                         |
| 48         | 7 février 1993   | AFC     | 23 OT 20 | Steve Tasker, Bills, Special teams                                            |
| 49         | 6 février 1994   | NFC     | 17 – 03  | Andre Rison, Falcons, Wide receiver                                           |
| 50         | 5 février 1995   | AFC     | 41 – 13  | Marshall Faulk, Colts, Running back                                           |
| 51         | 4 février 1996   | NFC     | 20 – 13  | Jerry Rice, 49ers, Wide receiver                                              |
| 52         | 2 février 1997   | AFC     | 26 OT 23 | Mark Brunell, Jaguars, Quarterback                                            |
| 53         | 1er février 1998 | AFC     | 29 – 24  | Warren Moon, Seahawks, Quarterback                                            |
| 54         | 7 février 1999   | AFC     | 23 – 10  | Ty Law, Patriots, Cornerback Keyshawn Johnson, Jets, Wide receiver            |
| 55         | 6 février 2000   | NFC     | 51 – 31  | Randy Moss, Vikings, Wide receiver                                            |
| 56         | 4 février 2001   | AFC     | 38 – 17  | Rich Gannon, Raiders, Quarterback                                             |
| 57         | 10 février 2002  | AFC     | 38 – 30  | Rich Gannon, Raiders, Quarterback                                             |
| 58         | 2 février 2003   | AFC     | 45 – 20  | Ricky Williams, Dolphins, Running back                                        |
| 59         | 8 février 2004   | NFC     | 55 – 52  | Marc Bulger, Rams, Quarterback                                                |
| 60         | 13 février 2005  | AFC     | 38 – 27  | Peyton Manning, Colts, Quarterback                                            |
| 61         | 12 février 2006  | NFC     | 23 – 17  | Derrick Brooks, Buccaneers, Linebacker                                        |
| 62         | 10 février 2007  | AFC     | 31 – 28  | Carson Palmer, Bengals, Quarterback                                           |
| 63         | 10 février 2008  | NFC     | 42 – 30  | Adrian Peterson, Vikings, Running back                                        |
| 64         | 8 février 2009   | NFC     | 30 – 21  | Larry Fitzgerald, Cardinals, Wide receiver                                    |
| 65         | 31 janvier 2010  | AFC     | 41 – 34  | Matt Schaub, Texans, Quaterback                                               |
| 66         | 30 janvier 2011  | NFC     | 55 – 41  | DeAngelo Hall, Redskins, Cornerback                                           |
| 67         | 29 janvier 2012  | AFC     | 59 – 41  | Brandon Marshall, Dolphins, Wide receiver                                     |
| 68         | 27 janvier 2013  | NFC     | 62 – 35  | Kyle Rudolph, Vikings, Tight end                                              |

### Pro Bowls sans conférence (2014-2016)
| Édition no | Date            | Vainqueur  | Score   | Opposant     | Meilleur(s) joueur(s)                                                                                  |
| ---------- | --------------- | ---------- | ------- | ------------ | --- |
| 69         | 26 janvier 2014 | Team Rice  | 22 – 21 | Team Sanders | Attaque : Nick Foles, Eagles, Quaterback Défense : Derrick Johnson, Chiefs, Linebacker                 |
| 70         | 25 janvier 2015 | Team Irvin | 32 – 28 | Team Carter  | Attaque : Matthew Stafford, Lions, Quaterback Défense : J. J. Watt, Texans, Defensive end              |
| 71         | 31 janvier 2016 | Team Irvin | 49 – 27 | Team Rice    | Attaque : Russell Wilson, Seahawks, Quaterback Défense : Michael Bennett (en), Seahawks, Defensive end |

### AFC-NFC Pro Bowls (2017-2022)
| Édition no | Date            | AFC/NFC                                                     | Score                                                       | Meilleur(s) joueur(s)                                                                          |
| ---------- | --------------- | ----------------------------------------------------------- | ----------------------------------------------------------- | ---------------------------------------------------------------------------------------------- |
| 72         | 29 janvier 2017 | AFC                                                         | 20 – 13                                                     | Attaque : Travis Kelce, Chiefs, Tight end Défense : Lorenzo Alexander, Bills, Linebacker       |
| 73         | 28 janvier 2018 | AFC                                                         | 24 – 23                                                     | Attaque : Delanie Walker, Titans, Tight end Défense : Von Miller, Broncos, Linebacker          |
| 74         | 27 janvier 2019 | AFC                                                         | 26 – 07                                                     | Attaque : Patrick Mahomes, Chiefs, Quarterback Défense : Jamal Adams, Jets, Strong safety      |
| 75         | 26 janvier 2020 | AFC                                                         | 38 – 33                                                     | Attaque : Lamar Jackson, Ravens, Quarterback Défense : Calais Campbell, Jaguars, Defensive end |
| 76         | 31 janvier 2021 | Annulé à la suite de la pandémie de Covid-19 aux États-Unis | Annulé à la suite de la pandémie de Covid-19 aux États-Unis | Annulé à la suite de la pandémie de Covid-19 aux États-Unis                                    |
| 77         | 6 février 2022  | AFC                                                         | 41 – 35                                                     | Attaque : Justin Herbert, Chargers, Quarterback Défense : Maxx Crosby, Raiders, Defensive end  |

### Pro Bowl Games (2023-...)
| Édition no | Date                         | Vainqueur | Score   |
| ---------- | ---------------------------- | --------- | ------- |
| 78         | 2 et 5 février 2023          | NFC       | 35 - 33 |
| 79         | 1er et 4 février 2024        | NFC       | 64 - 59 |
| 80         | 30 janvier et 2 février 2025 | NFC       | 76 - 63 |

## Sélection des joueurs
Actuellement, les joueurs sont sélectionnés pour le Pro Bowl à la suite d'un vote auquel participent les entraîneurs, les joueurs et les supporters. Chaque groupe d'électeurs compte pour un tiers des votes. Les fans votent en ligne sur le site internet officiel de la NFL. Des remplaçants (pas les réservistes) sont également désignés pour remplacer les joueurs qui devraient se désister à la suite de blessure. Les fans ne peuvent voter que depuis 1995 car auparavant, la sélection pour le Pro Bowl était réservée aux seuls entraîneurs et joueurs de la NFL.
Pour pouvoir être considéré comme un Pro Bowler, un joueur doit soit avoir été sélectionné comme titulaire ou réserviste ou avoir accepté l'invitation d'aller au match comme remplaçant. Ceux qui déclinent l'invitation de se rendre au match comme remplaçant ne sont pas considérés comme tels. Depuis 2010, les joueurs dont les équipes participent au Super Bowl ne jouent plus au Pro Bowl. Les remplaçants désignés prennent leur place.
De 2014 à 2016, les joueurs n'intégraient pas d'office l'équipe de leur conférence, les capitaine des deux équipes pouvant choisir n'importe quel joueur qu'il soit ou pas de sa conférence.

## L'encadrement
Lorsque le Pro Bowl avait lieu après le Super Bowl, les entraîneurs étaient d'office ceux qui avaient perdu les finales de conférence AFC et NFC. De 1978 jusqu'en 1982, ce sont les entraîneurs principaux de l'équipe la mieux classée (en fin de saison régulière pour chaque conférence) ayant perdu en playoffs lors du Divisional Round. Pour le Pro Bowl 1983, la NFL revient à son mode de sélection précédent. Pour le Pro Bowl 1999, Bill Parcells, entraîneur principal des Jets de New York, qui avait perdu la finale de conférence AFC contre les Broncos de Denver, doit décliner le poste d'entraîneur au Pro Bowl à cause de problème de santé. C'est son assistant, Bill Belichick qui le remplacera.
Lorsque le Pro Bowl est déplacé entre les finales de conférence et le Super Bowl en 2009, c'est l'équipe qui a perdu en Divisional Round avec le meilleur classement dans sa conférence en fin de saison régulière qui sera sélectionné comme entraîneur de l'équipe de sa conférence (comme pour la période 1978–1982). Ce système reste inchangé jusqu'en 2013 et reprend en 2017.
Si les équipes d'une même conférence ayant perdu le Divisional Round ont le même bilan en fin de saison régulière, c'est l'entraîneur de l'équipe la mieux classée dans sa conférence qui représente la conférence eu Pro Bowl. De 2014 à 2016, les entraîneurs du Pro Bowl sont ceux des deux équipes qui ont le meilleur bilan en saison régulière et qui auront perdu en playoffs lors du Divisional Round. (Pour le Pro Bowl 2015, lorsque John Fox est viré de sa place d'entraîneur par les Broncos de Denver après sa défaite contre les Colts d'Indianapolis, c'est John Harbaugh des Ravens de Baltimore qui le remplace. Pour celui de 2016 c'est Winston Moss, entraîneur principal adjoint des Packers de Green Bay, qui remplace Mike McCarthy malade.

## Les trophées et indemnités
De 1951 à 1956, un trophée est décerné au Joueur du match. De 1957 à 1971, il est décerné au meilleur arrière et au meilleur linebacker. En 1972 et depuis 2014, le trophée est décerné à la fois au meilleur attaquant et au meilleur défenseur.
De 1973 à 2007, un seul joueur est désigné homme du match même si à trois reprises, plusieurs joueurs seront désignés pour un même match.
En 2008, le trophée devient celui du Meilleur joueur ou MVP en abrégé (Most Valuable Player).
Les joueurs sont rémunérés pour leur participation au match, les gagnants recevant un montant plus important. Le tableau ci-dessous indique l'évolution des montants perçus par les joueurs.
| Saisons     | Vainqueurs | Perdants |
| ----------- | ---------- | -------- |
| 2011 – 2013 | 50 000 $   | 25 000 $ |
| 2012        | 65 000 $   | 40 000 $ |
| 2014        | 53 000 $   | 26 000 $ |
| 2015 – 2016 | 55 000 $   | 28 000 $ |
| 2017        | 61 000 $   | 30 000 $ |
| 2018        | 64 000 $   | 32 000 $ |
| 2019        | 67 000 $   | 39 000 $ |

## Les règles du jeu

### Pro Bowls (1939-2022)
Lorsque l'évènement consistait en un match de football américain avec contact, les règles étaient différentes de celles utilisées lors des matchs du championnat afin de rendre le jeu moins dangereux,.
- L'effectif des équipes est composé de 44 joueurs (jusqu'en 2016, il était de 43 - en match de championnat, il est de 46).
- Il n'y a pas de kickoffs[4].
- Le pile ou face détermine quelle équipe aura la première possession (l'autre équipe aura la possession en début de 3e quart temps.
- Le 2-minute warning sera effectif dans tous les quart temps.
- Le ballon ne change pas d'équipe en fin de 1er et de 3e quart temps.
- Le ballon est placé sur la ligne des 25 yards au début de chaque mi-temps et après chaque points marqués[4].
- Les délais de jeu sont ramenés de 40 secondes à 38 secondes.
- Les révisions de jeu sont autorisées.
- L'Intentional grounding (en) est autorisé.
- Le blitz est interdit. Seuls les defensive ends et les plaqueurs peuvent courir vers le quarterback mais ils doivent rester du même côté du ballon.
- Les blocs du côté aveugle ainsi que les blocs bas sont interdits.
- Un tight end et un running back doivent toujours être sur le terrain pour n'importe quelle formation.
- Il ne peut y avoir plus de 2 wide receivers de chaque côté du ballon.
- Le deep safety doit se trouver entre les hachurés.
- Pour l'attaque, les mouvements (motion ou déplacements avant le snap sont interdits.
- Les défenses ne peuvent plus courir pour contrer lors des punts, lors des conversions après touchdown ou lors des tentatives de field goal.
- Les défenses ne peuvent plus jouer en double couverture (Cover 2) ni en couverture "serrée" (press coverage). Avant le Pro Bowl 2014, seule la couverture simple était autorisée, sauf sur les situations sur les lignes d'en-but[4].

En cas d'égalité au marquoir en fin de temps réglementaire, le match va en prolongation. Plusieurs périodes de 15 minutes peuvent avoir lieu. Chaque équipe reçoit deux temps morts par période. Lors de la première période de 15 minutes, chaque équipe reçoit une possession sauf si une équipe inscrit un touchdown ou un safety lors de sa première possession. Les vraies règles de mort subite s’appliquent ensuite si les deux équipes ont joué leur première possession et que le score est toujours à égalité. Le Pro Bowl ne peut se terminer sur un nul (en général, après la première période de la prolongation, la première équipe qui marque gagne).

### Pro Bowl Games (depuis 2023)
Les Pro Bowl Games comptent plusieurs événements soit huit concours d'habiletés (répartis sur deux journées et variant au fil des éditions) et un match de flag football (sans contact) disputé lors de la dernière journée.

#### Concours d'habilité
Un concours d'habiletés rapporte trois points à la conférence qui le remporte (aucun point au perdant). Les points s'additionnent par conférence au fur et à mesure des concours. Un nombre maximal de 24 points est attribué pour l'ensemble des huit concours. Ci-dessous le programme des concours d'habilité du Pro Bowl Games 2023 :
- Première journée :
  - Epic Pro Bowl Dodgeball
  - Lightning Round
  - Longest Drive
  - Precision Passing
  - Best Catch presented by Uber Eats
- Deuxième journée :
  - Gridiron Gauntlet
  - Kick Tac Toe
  - Move The Chains
  - Finale du Best Catch

#### Flag football
Les règles du flag football sont d'application pour le match organisé le dernier jour de l'évènement.
Pour la première édition, il y avait 3 matchs disputés. La conférence gagnante de chacun des deux premiers matchs de flag football se voyait octroyé six points (12 points disponibles). Les points des concours d'habiletés et des deux premiers matchs de flag football étaient additionnés. Ces points déterminaient le score au début du troisième et dernier match de flag qui désignait la conférence gagnante du Pro Bowl Games.
Pour les éditions suivantes, le matchs de flag est scindé en 4 quart temps. Ces quart temps sont séparés par un ou deux concours d'habilité. Les points inscrits par les conférences lors de chaque quart temps sont additionnés aux points des concours d'habilité ce qui explique les scores élevés des Pro Bowl Games depuis lors.

## Les records de participation
Au Pro Bowl 2017, 28 joueurs ont été invités à au moins 11 Pro Bowls dans leur carrière. À l'exception des joueurs encore en activité et ceux qui ne sont pas encore éligibles, ils ont tous été intronisés au Pro Football Hall of Fame. Le record de participation au Pro Bowl (15) est détenu par Tom Brady lequel a pris sa retraite de la NFL en fin de saison 2021.
| Nbr. | Joueur           | Pos. | Saisons par équipe | Années de sélection                         | Année d'intronisation au Hall of Fame |
| ---- | ---------------- | ---- | --- | ------------------------------------------- | ------------------------------------- |
| 15   | Tom Brady        | QB   | Patriots de la Nouvelle-Angleterre (2000–2019) Buccaneers de Tampa Bay (2020–2021)                                             | 2001, 2004, 2005, 2007, 2009–2018, 2021     | Éligible en 2027                      |
| 14   | Tony Gonzalez    | TE   | Chiefs de Kansas City (1997–2008) Falcons d'Atlanta (2009–2013)                                                                | 1999–2008, 2010–2013                        | 2019                                  |
| 14   | Peyton Manning   | QB   | Colts d'Indianapolis (1998–2011) Broncos de Denver (2012–2015)                                                                 | 1999, 2000, 2002–2010, 2012–2014            | 2021                                  |
| 14   | Bruce Matthews   | G    | Oilers de Houston / Oilers du Tennessee Titans du Tennessee (1983–2001)                                                        | 1988–2001                                   | 2007                                  |
| 14   | Merlin Olsen     | DT   | Rams de Los Angeles (1962–1976)                                                                                                | 1962–1975                                   | 1982                                  |
| 13   | Drew Brees       | QB   | Chargers de San Diego (2001–2005) Saints de La Nouvelle-Orléans (2006–2020)                                                    | 2004, 2006, 2008–2014, 2016-2019            | Éligible en 2026                      |
| 13   | Ray Lewis        | LB   | Ravens de Baltimore (1996–2012)                                                                                                | 1997–2001, 2003, 2004, 2006–2011            | 2018                                  |
| 13   | Jerry Rice       | WR   | 49ers de San Francisco (1985–2000) Raiders d'Oakland (2001–2004) Seahawks de Seattle (2004)                                    | 1986–1996, 1998, 2002                       | 2010                                  |
| 13   | Reggie White     | DE   | Eagles de Philadelphie (1985–1992) Packers de Green Bay (1993–1998) Panthers de la Caroline (2000)                             | 1986–1998                                   | 2006                                  |
| 12   | Champ Bailey     | CB   | Redskins de Washington (1999–2003) Broncos de Denver (2004–2013)                                                               | 2000–2007, 2009–2012                        | 2019                                  |
| 12   | Ken Houston      | S    | Oilers de Houston (1967–1972) Redskins de Washington (1973–1980)                                                               | 1968–1979                                   | 1986                                  |
| 12   | Randall McDaniel | G    | Vikings du Minnesota (1988–1999) Buccaneers de Tampa Bay (2000–2001)                                                           | 1989–2000                                   | 2009                                  |
| 12   | Jim Otto (en)    | C    | Raiders d'Oakland (1960–1974)                                                                                                  | 1961–1972                                   | 1980                                  |
| 12   | Junior Seau      | LB   | Chargers de San Diego (1990–2002) Dolphins de Miami (2003–2005) Patriots de la Nouvelle-Angleterre (2006–2009)                 | 1991–2002                                   | 2015                                  |
| 12   | Will Shields     | G    | Chiefs de Kansas City (1993–2006)                                                                                              | 1995–2006                                   | 2015                                  |
| 11   | Larry Allen      | G    | Cowboys de Dallas (1994–2005) 49ers de San Francisco (2006–2007)                                                               | 1995–2001, 2003–2006                        | 2013                                  |
| 11   | Derrick Brooks   | LB   | Buccaneers de Tampa Bay (1995–2008)                                                                                            | 1997–2006, 2008                             | 2014                                  |
| 11   | Brett Favre      | QB   | Falcons d'Atlanta (1991) Packers de Green Bay (1992–2007) Jets de New York (2008) Vikings du Minnesota (2009–2010)             | 1992, 1993, 1995–1997, 2001–2003, 2007–2009 | 2016                                  |
| 11   | Larry Fitzgerald | WR   | Cardinals de l'Arizona (2004–2020)                                                                                             | 2005, 2007–2013, 2015–2017                  | Éligible en 2026                      |
| 11   | Bob Lilly        | DT   | Cowboys de Dallas (1961–1974)                                                                                                  | 1962, 1964–1973                             | 1980                                  |
| 11   | Tom Mack (en)    | G    | Rams de Los Angeles (1966–1978)                                                                                                | 1967–1975, 1977, 1978                       | 1999                                  |
| 11   | Gino Marchetti   | DE   | Texans de Dallas (1952) Colts de Baltimore (1953–1964; 1966)                                                                   | 1954–1964                                   | 1972                                  |
| 11   | Anthony Muñoz    | OT   | Bengals de Cincinnati (1980–1992)                                                                                              | 1981–1991                                   | 1998                                  |
| 11   | Jonathan Ogden   | OT   | Ravens de Baltimore (1996–2007)                                                                                                | 1997–2007                                   | 2013                                  |
| 11   | Willie Roaf      | OT   | Saints de La Nouvelle-Orléans (1993–2001) Chiefs de Kansas City (2002–2005)                                                    | 1994–2000, 2002–2005                        | 2012                                  |
| 11   | Bruce Smith      | DE   | Bills de Buffalo (1985–1999) Redskins de Washington (2000–2003)                                                                | 1987–1990, 1992–1998                        | 2009                                  |
| 11   | Trent Williams   | OT   | Cowboys de Dallas (2003–2017, 2019) Raiders de Las Vegas (2020-présent)                                                        | 2012–2018, 2020−2023                        | Toujours actif                        |
| 11   | Jason Witten     | TE   | Cowboys de Dallas (2003–2017, 2019) Raiders de Las Vegas (2020)                                                                | 2004–2010, 2012–2014, 2017                  | Éligible en 2026                      |
| 11   | Rod Woodson      | CB   | Steelers de Pittsburgh (1987–1996) 49ers de San Francisco (1997) Ravens de Baltimore (1998–2001) Raiders d'Oakland (2002–2003) | 1989–1994, 1996, 1999–2002                  | 2009                                  |